# Nebularna teorija
Nebularna teorija ili Kant-Laplaceova hipoteza je zajednički naziv za prve rasprave iz 18. stoljeća o nastanku Sunčeva sustava iz oblaka tvari koji je lebdio u svemiru. Prema zamisli Immanuela Kanta objavljenoj u djelu Opća povijest prirode i teorija neba (njem. Allgemeine Naturgeschichte und Theorie des Himmels, 1755.), hladni oblak prašine stezao se zbog vlastite privlačne gravitacijske sile i pritom se počeo vrtjeti. Prvu matematički obrazloženu nebularnu teoriju postavio je Pierre-Simon Laplace u djelima Sustav svijeta (fra. Exposition du système du monde, 1796.) i Nebeska mehanika (fra. Mécanique Celeste, 1799. – 1825.). Prasunce je zamislio kao užarenu maglicu koja se vrti. Pretpostavio je da se vrtnja ubrzavala kako se maglica stezala te da su se vanjski dijelovi maglice zbog velike centrifugalne sile odvajali u obliku prstenova, hladili i udaljavali od središta. Od prstenova su nastajali planeti, a njihovi su sateliti nastajali jednakim procesom pri ubrzavanju vrtnje planeta. Pretpostavio je da su udaljeniji planeti stariji od planeta bližih Suncu. Opažena gibanja Saturnovih satelita i prstena bila su u skladu s Laplaceovom hipotezom, ali je kutna količina gibanja Sunca bila manja od očekivane to jest prema Laplaceovoj hipotezi Sunce bi se trebalo vrtjeti znatno brže.

## Današnje viđenje nebularne teorije
U kakvom su odnosu današnji pogledi na postanak planeta prema kozmološkim teorijama, kao što je Kantova i druge? Današnji stav rezultat je iskustva brojnih istraživača, provjerena neposrednim podacima o fizičkom stanju tijela, o sastavu njihovih atmosfera, reljefu, kemijskom i mineraloškoj strukturi, radioaktivnom datiranju, magnetskom polju, gravitacijskom polju. Od teorije Immanuela Kanta (1755.) i Pierre-Simona Laplacea (1796.) preuzeta je ideja o nastanku Sunca i planeta iz međuzvjezdane maglice (nebularna teorija). Kant je pošao od predodžbe hladnog oblaka prašine u kojemu se prilikom gravitacijskog stezanja rotacija javlja sama od sebe - što nije moguće (unutarnje sile ne mogu od kaotičnog gibanja dovesti do uređenog). Kant ne ide dalje od općih prirodoslovno-filozofskih postavki. Laplaceova teorija je prva metamatički obrađena teorija. Laplace pretpostavlja da već postoji usijana maglica koja rotira te prati kako se maglica hladi, steže i ubrzava vrtnju. Današnji slijed argumenata je drukčiji: maglica se ne steže zbog hlađenja, već zbog prevlasti gravitacijskog privlačenja, a pritom se, uz ubrzanje vrtnje, gravitacijskom energijom zagrijava. Kada postignu brzinu kruženja, vanjski dijelovi maglice više ne tlače na središnje dijelove. Postali su samostalni i imaju oblik prstena. Središnja se masa dalje steže i time razdvaja od prstena. Od prstena nastaje planet. Planeti bi tako morali nastati postupnim stezanjem središnje mase koja za sobom redom ostavlja prstenove. A sateliti bi morali nastati istim procesom pri ubrzavanju vrtnje planeta, koji je po Laplaceu na početku također plinovit. Postoji još jedan bitan nedostatak teorije. Ostavivši samostalan prsten, centralna masa bi pri stezanju trebala zadržati veći dio kutne količine gibanja. Dokaz protiv teorije je i gibanje Saturna i njegovih prstenova: unutarnji dijelovi Saturnova prstena gibaju se brže od Saturnove površine; slično se i Fobos giba brže od Marsove površine! Po današnjem tumačenju nebularne teorije maglica ne dolazi u stanje nestabilnosti zbog vrtnje. Osim toga, u odvojenom prstenu prije će doći do retrogradne vrtnje planeta nego do direktne. Teorije Kanta i Laplacea napuštene su početkom 20. stoljeća uglavnom stoga što nisu uspjele ispravno predvidjeti raspodjelu količine gibanja.

## Poveznice
- Kozmogonija